# Área livre de fronteira

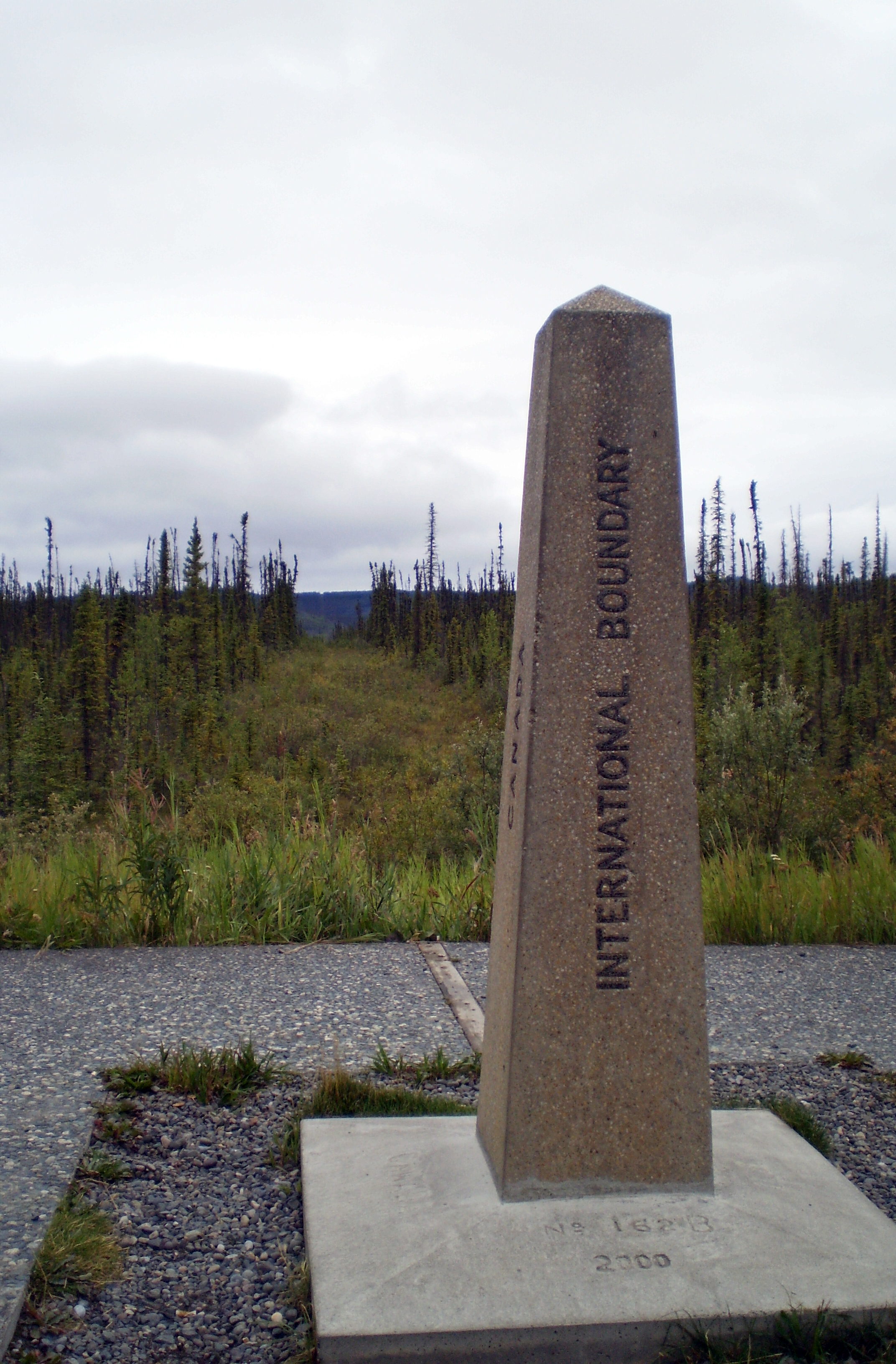
Área livre de fronteira na fronteira Canadá-Estados Unidos, vista da Autoestrada do Alasca.

Uma área livre de fronteira (em inglês:  border vista) é uma zona livre de ocupação (vegetação, construção, etc.) entre duas áreas de modo a ser claramente visível e demarcada a linha de fronteira entre duas áreas contíguas. São mais facilmente observáveis nas fronteiras internacionais.